# Calec
Calec, inaczej calizna – określenie warstwy ziemi lub skał nienaruszonych przez prace rolnicze, roboty górnicze. W słowniku archeologicznym jest to grunt jałowy archeologicznie niezawierający materiału kulturowego.